# Capriccio (arte)

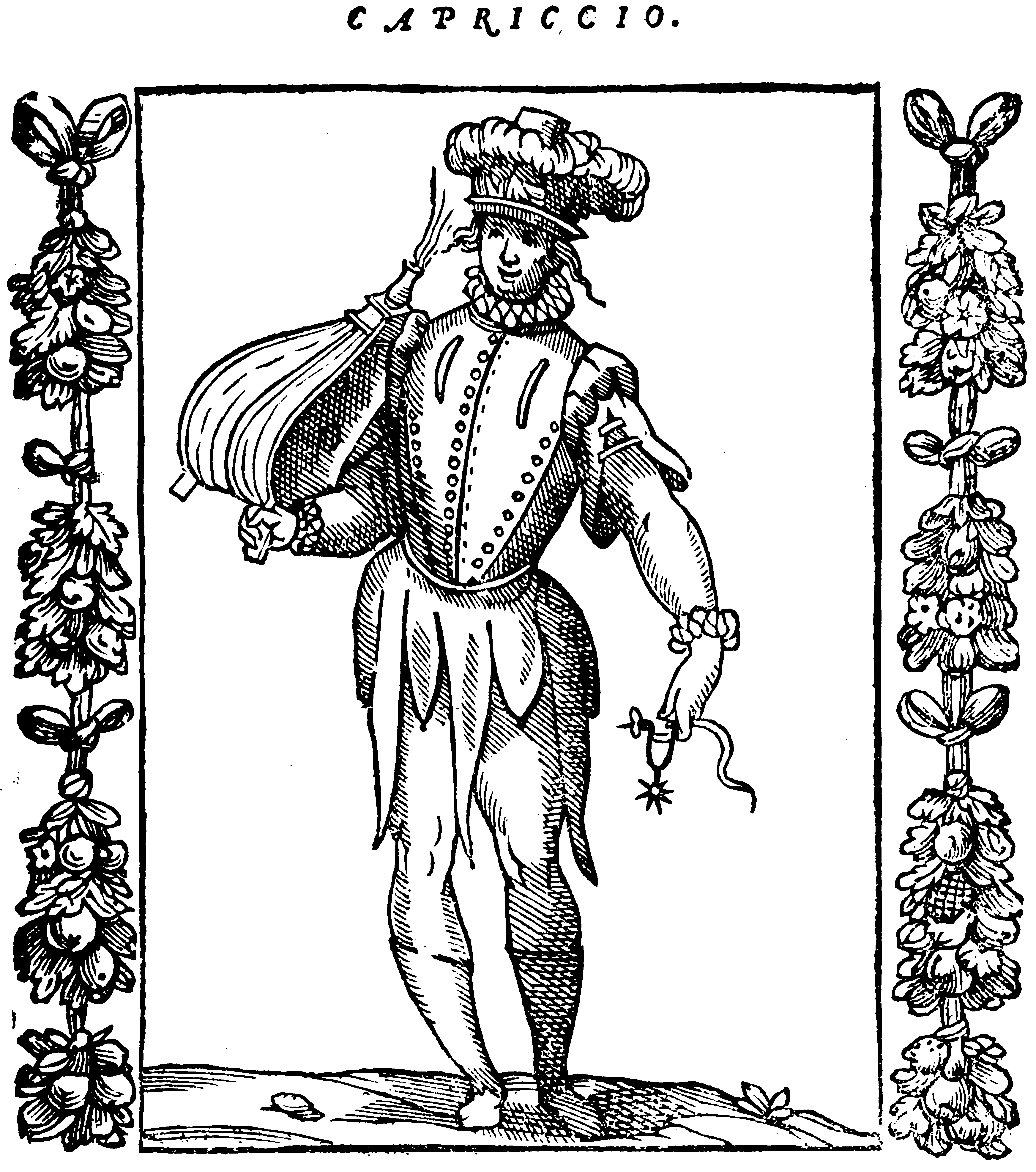
Allegoria del Capriccio, illustrazione anonima dalla Iconologia di Cesare Ripa nell'edizione di Tozzi, Padova, 1624.

Nell’ambito delle arti per capriccio si intende un’opera (o una porzione d’opera) che sia interamente frutto dell’ispirazione del creatore. In altri termini, si tratta di un lavoro che non riproduca qualcosa di esistente in natura, o tuttalpiù già presente nella tradizione iconografica, oppure che diverga dalle norme compositive vigenti. I capricci vennero chiamati anche scherzi, follie o divertimenti (ad eccezione dell'ambito musicale dove ognuno di questi termini manteneva uno specifico significato) e vezzeggiati come fantasie o sghiribizzi.

## Storia
L’origine del termine rimane oscura e questo si riflette nell’evoluzione del campo semantico. Nel medioevo convivevano le forme caporiccio e capriccio (quest’ultima considerata generalmente una contrazione dell’altra). Per la forma caporiccio veniva indicata l’origine nella composizione dei termini capo e riccio (nel senso del piccolo e irsuto animale), ovvero si indicava il raddrizzarsi dei capelli per uno spavento o la pelle dica per il freddo, quindi trovava un corrispettivo concettuale nel termine orrore fino a divenire l’attuale raccapricciante. Per la forma capriccio – che inizialmente veniva utilizzata nello stesso senso di orrore – veniva poi indicata l’origine nel comportamento del capro, solito a balzi improvvisi ed inaspettati, da cui il senso attuale di capriccioso.
Nel tempo la forma caporiccio scompare ed il campo semantico del termine viene assorbito da capriccio e si estende: se nel 1292 Bono Giamboni nella sua traduzione delle Historiae adversum Paganos di Paolo Orosio traduce horror con capriccio nel 1543 Francesco Alunno, nelle sue Ricchezze della lingua volgare sopra il Boccaccio, ci offre invece la seguente definizione:
Fu probabilmente Benedetto Varchi, nel 1549, il primo ad introdurre il termine capriccio nel linguaggio della critica artistica. Egli tuttavia poneva ancora il concetto di capriccio (assieme al sinonimo ghiribizzo) in un livello più «basso e plebeo» rispetto invece ai «bei pensieri, ingegnose fantasie, divine invenzioni». Nel senso positivo, più corrispondente a quello attuale, venne diffusamente utilizzato da Giorgio Vasari nella seconda edizione delle Vite (1568). È significativo che Vasari usasse il termine capriccioso già nella prima Vita narrata: la descrizione di un’opera (oggi perduta) del Cimabue, quello che per lui fu il padre dell’arte italiana. E naturalmente abbia diffusamente continuato a definire frutto di capriccio le opere di diversi altri artisti. Il senso che ne risulta è che il capriccio fosse sempre stato una componente viva nella creazione delle opere d’arte a prescindere dalla loro descrizione, necessariamente successiva. È da notare anche come il Vasari abbia utilizzato il termine in un ampio spettro semantico «Il Capriccio di Vasari è così allo stesso tempo l’ispirazione iniziale, il concetto intellettuale […], una prorompente volontà d’agire».
È però da notare come, già prima dell'attestazione del termine in Vasari, Anton Francesco Doni – nel Dialogo della Musica del 1544 – avesse considerato una «perfetta consonanza tra le arti sotto la specie della ispirazione fantastica»: fa infatti dire ad uno degli immaginari interlocutori che «musici, poeti, dipintori, scultori e simili sono […] pur talora fantastichi, quando il ghiribizzo stuzzica loro il cervello».

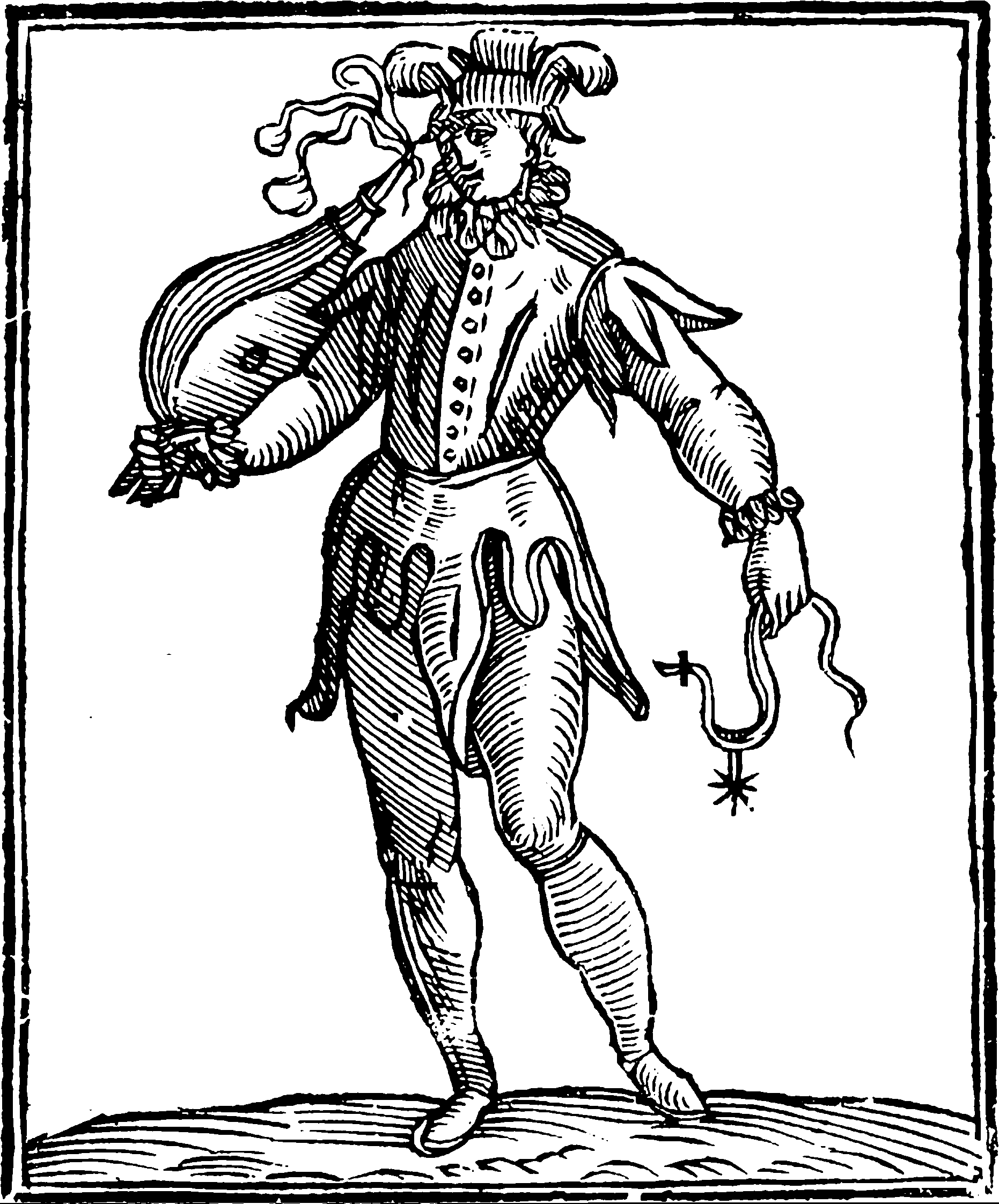
Allegoria del Capriccio, illustrazione anonima dalla Iconologia di Cesare Ripa nell'edizione di Tomasini, Venezia, 1645.

Quando il capriccio era ormai accettato Cesare Ripa pubblicò nell'Iconologia i codici per rappresentarne dell’allegoria (la prima edizione fu a Roma nel 1593). A differenza della quasi totalità delle altre allegorie, riprese e ordinate da pubblicazioni e iconografie correnti, quella del capriccio non aveva precedenti, era frutto dei ragionamenti dello scrittore. La prima parte della descrizione fornita, il vestio multicolore e le piume sul cappello, ci risulta facilmente comprensibile; così anche l'ultimo attributo portato: il pungente sperone. Resta misteriosa la scelta e la spiegazione dell'altro attributo, apparentemente artificioso e normalizzante, ma probabilmente descritto in modo occulto: il mantice per l'adulazione. Alcuni suggerimenti possono trovarsi nel fatto che nelle diverse illustrazioni il soffio sia rivolto verso l'orecchio del giovinetto, non verso altri, e nel termine latino per mantice: follis, assonante con folle anche nel senso di vuoto sacco d'aria. Altre suggestioni possono derivare da due precedenti calcografie di Dürer: nell'ermetica Melencolia da sotto la veste spunta l'uggello di un mantice (e non a caso vi stanno vicini alcuni appuntiti chiodi) e nel Sogno del Dottore dove un demonio insuffla con un mantice la tentazione nell'orecchio dell'anziano dormiente.
Capricciosi si dimandano quelli, che con Idee dall’ordinarie de gli altri huomini diverse fanno pendere le proprie attioni, ma con la mobilità dall’una all’altra pur del medesimo genere, et per modo d’Analogia si dicono Capricci le idee, che in pittura, o in musica, o in altro modo si manifestano lontane dal modo ordinario: l’inconstanza si dimostra nell’età fanciullesca, la varietà nella diversità de i colori. Il cappello con le varie penne mostra, che principalmente nella fantasia sono poste queste diversità d’attioni non ordinarie. Lo sperone, et il mantice mostrano il capriccioso pronto all’adulare l’altrui virtù, o al pungere i vitij.»
(Cesare Ripa, 'Iconologia overo Descrittione Dell'imagini Universali cavate dall'Antichità et da altri luoghi)

### Il capriccio nelle arti visive

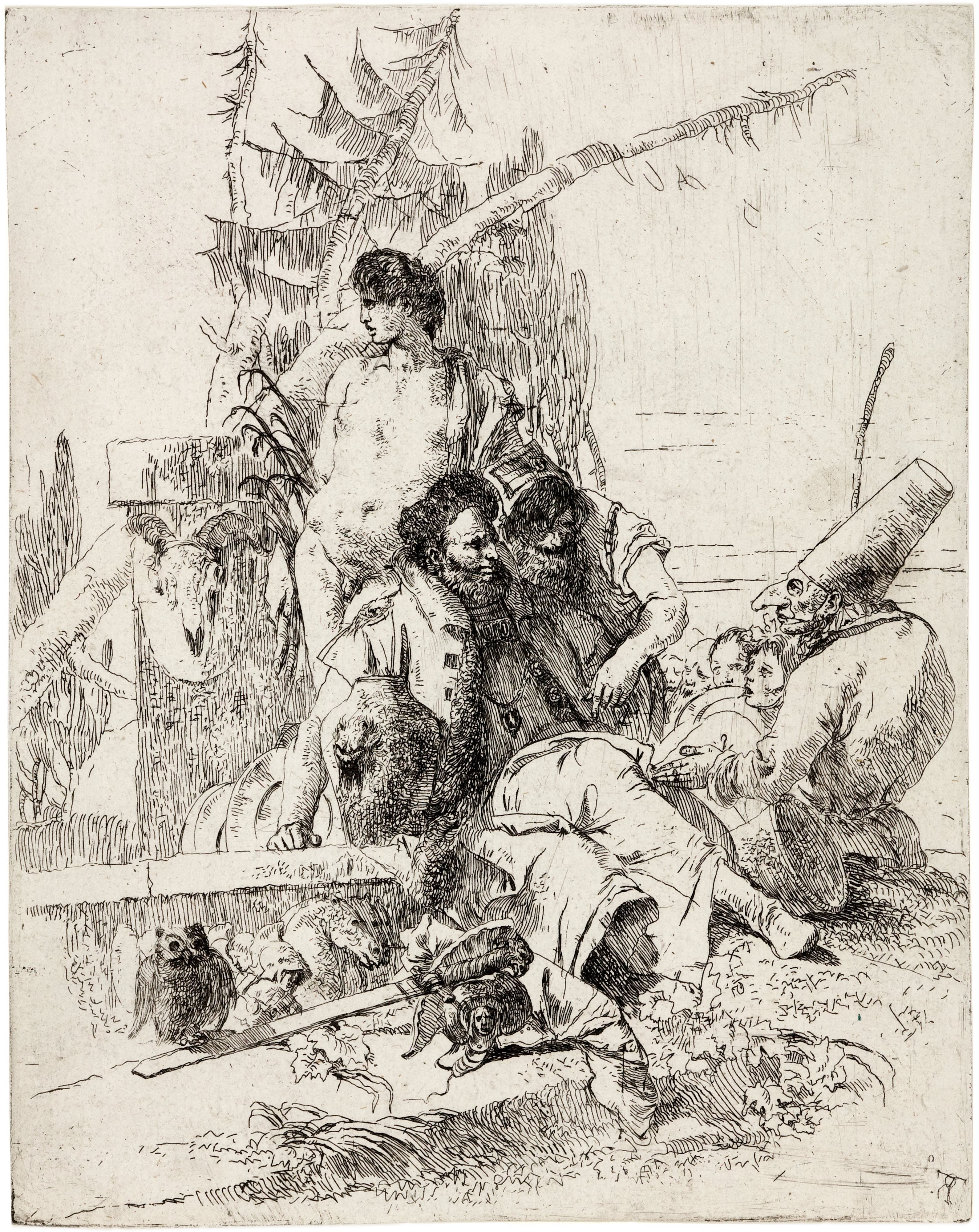
Pulcinella dà consigli, 1743-57, acquaforte, 23,3x18,3 cm, dalla serie Scherzi di Fantasia.

Per le arti visive, dove si era già espresso il Vasari, giunge la definizione, ovviamente tardiva, di Filippo Baldinucci nel suo Vocabolario toscano dell'arte del disegno:
Già nel rinascimento gli artisti crearono deliberatamente opere capricciose destinate a stupire o emozionare o anche porre interrogazioni negli spettatori: pensiamo alla misteriosa Tempesta di Giorgione o l'ermetica Melancolia di Dürer, se non tutta l'opera di Bosch, oppure le elaborazioni chimeriche dei pittori e scultori di grottesche particolarmente condannate dal cardinale Paleotti, oppure anche i dipinti – tra meraviglia ed enigma – di Arcimboldo. Ma abbiamo anche l'allontanamento dalla classica imitazione della natura nelle veloci pitture di Tintoretto: già Vasari se ne accorge inserendo alcune pagine all'interno della biografia di Giuseppe Franco definendolo «stravagante, capriccioso, presto e risoluto et il più terribile cervello che abbia avuto mai la pittura».
Nel barocco il capriccio da anti regola divenne regola. E gli artisti iniziarono a dichiarare espressamente come tali le proprie opere a partire dai divertenti Capricci di varie figure di Jacques Callot o i misteriosi Scherzi del Tiepolo oppure amaramente satiriche come i Caprichos del Goya. Ma allo stesso tempo, tra la fine del XVII e l’inizio del XVIII secolo il Capriccio – come variante delle più realistiche vedute allora di moda – il capriccio divenne anche un fortunato genere commerciale: paesaggi immaginati con giustapposizioni di rovine di svariata provenienza oppure vedute con edifici mai costruiti.

### Il capriccio in musica
Sebbene non sia certa l'epoca dell'introduzione del capriccio nella musica, e l'approccio teorico (Dialogo della Musica di Anton Francesco Doni, 1544) sia rimasto piuttosto vago, è singolare che i musicisti siano stati fra i primi a pubblicare in questa forma le proprie composizioni. Il primo probabilmente, per quanto ci rimane oggi, fu Jacquet de Berchem con le sue composizioni stampate a Venezia da Luca Gardano nel 1561 dal titolo Primo secondo et terzo libro del Capriccio di Iachetto Berchem con la musica da lui composta sopra le Stanze del Furioso. Seguirono di lì a poco i primi 23 capricci di un autore italiano: i Capricci in musica a tre voci di Vincenzo Ruffo, stampati nel 1564 a Milano da Francesco Moscheni.
Proprio negli stessi anni di queste pubblicazioni, le ultime sessioni del Concilio di Trento si occuparono e si espressero su come dovesse essere la musica nella liturgia, musica in cui contrappunto, variazioni e improvvisazioni erano già pienamente entrate. Se per le arti visive il Concilio si era già espresso logicamente in funzione anti eretica, alla musica – sostanzialmente inspiegabile da un punto di vista dottrinale – veniva rimproverato il fragore e l'intempestività, e magari un che di mondano e sospetto, che infine distoglievano i fedeli dalla profondità mistica del rito. Si giunse così a stabilire che «invero ogni cosa dovesse essere moderata affinché la messa si celebrasse con voce e con canto piani e ogni suono, emesso con chiarezza e al momento opportuno, discendesse placidamente nelle orecchie e nei cuori dei fedeli» e che «dalle chiese dovessero essere estirpate quelle musiche nelle quali tanto con l’organo quanto con il canto si mescoli alcunché di lascivo o impuro».
Nel 1619 con il nel terzo volume del Syntagma Musicum Michael Praetorius giunse a definire cosa in fosse il capriccio «ovvero la fantasia improvvisata». Ma già il capriccio si evolveva nello spirito della Seconda pratica di Monteverdi, seguito da Frescobaldi, per proseguire con Bach, Beethoven, Paganini fino al Capriccio di Stravinskij.

### Il capriccio in architettura

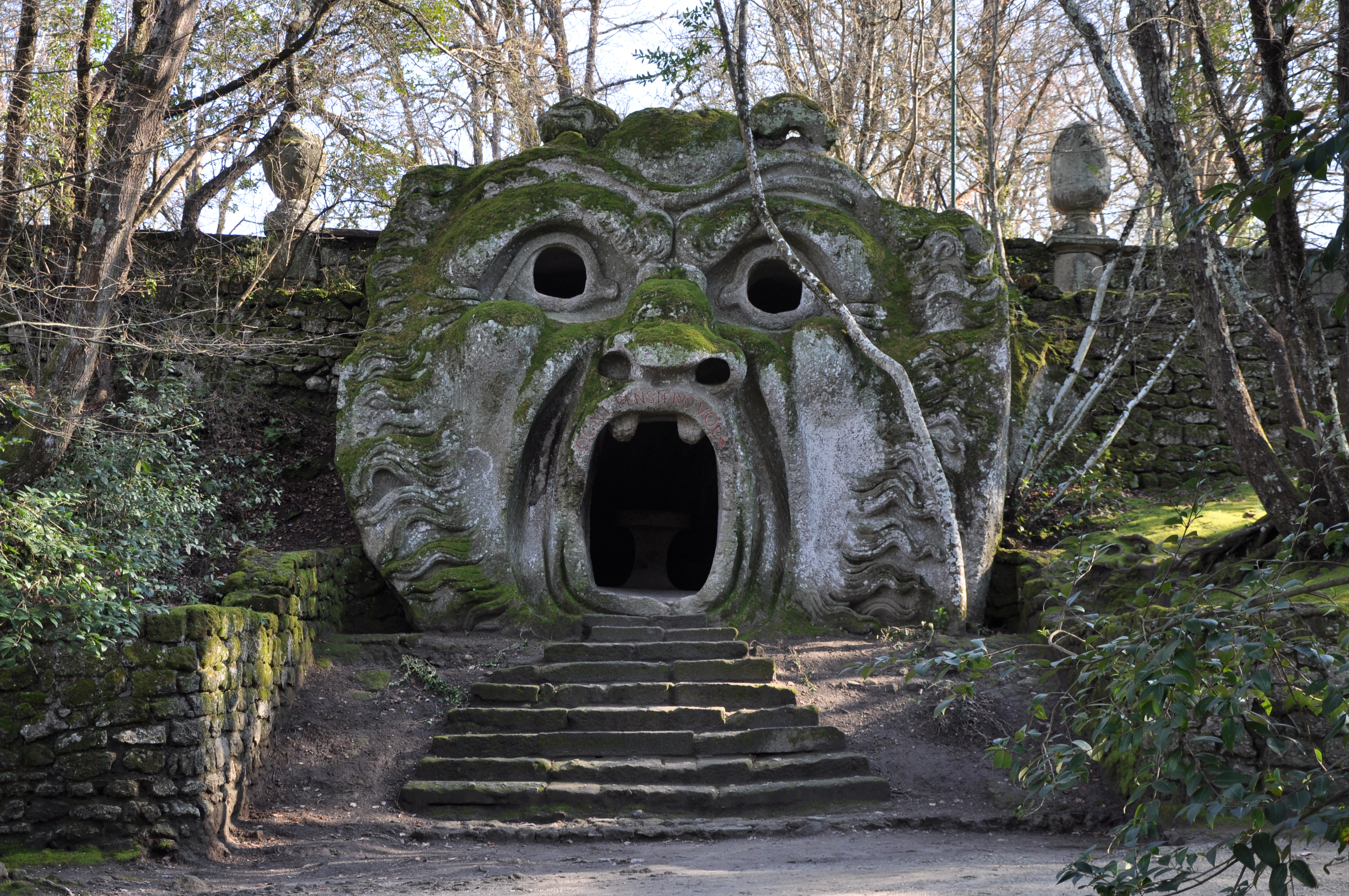
Uno dei "mostri" del Parco dei Mostri di Bomarzo, esempio artistico di capriccio in un giardino della fine del XVI secolo

Nell’ambito dell’architettura fu di nuovo il Vasari ad esprimere i suoi favori per i progetti capricciosi. A titolo di esempio, dapprima per Nicola Pisano tenne a scrivere che «Ma la più bella, la più ingegnosa, e più capricciosa architettura che facesse mai […], fu il campanile» di San Nicola a Pisa, e più avanti per Leon Battista Alberti ne definì la trasformazione della tribuna di Michelozzo nell’Annunziata di Firenze «capricciosa, et difficile a guisa di un tempio tondo, circondato da nove cappelle».
Negli stessi anni del Rinascimento il capriccio, inteso come parte dell'ornato architettonico (non solo pittorico), venne osteggiato come contrario alle regole del decorum, non solo quelle vitruviane e non conforme a una consolidata allegoria se non anche inappropriato al luogo. Nonostante queste critiche è proprio in questo periodo, e nell'immediatamente successivo manierismo, che si creano le prime deliberate architetture capricciose. Di alcune ce ne rimane soltanto memoria letteraria come per l'incredibile villa di Fra' Mariano Fetti al Quirinale, narrata nelle sue lettere, o per l'edificio realizzato da Nanni Unghero di cui ci rimangono le critiche indirette ne I Marmi di Anton Francesco Doni o la strana casa di Pontormo narrata dal Vasari (che in questo si guarda bene dal definire capricciosa). Degli edifici civili ci rimane il palazzo dello Zuccari a Roma (già espressione di un capriccio normalizzato dallo stesso autore all'interno di un rigido schema compositivo). Più diffuse, come già nella villa di Fra' Mariano, furono le strutture a puro scopo ornamentale nei giardini e negli spazi aperti come il Ninfeo di Villa Giulia a Roma, la Grotta del Buontalenti a Firenze, il ninfeo Villa Visconti Borromeo Litta a Lainate, o il Parco dei mostri a Bomarzo. Sono queste ultime strutture quelle che ispireranno le bizzarrie del barocco e nei secoli successivi dalla Villa Palagonia di Bagheria, alle rovine romane di Schönbrunn, alle amene folies inglesi.

### Il capriccio in letteratura
Il termine capriccio appare meno appropriato se riferito ad opere letterarie o poetiche sebbene esistano diverse opere che si muovono nello stesso percorso contro le regole – tra l'osceno, l'eretico e l'ironico – manifestatosi nelle altre arti. Le opere che portino il termine nel titolo risultano piuttosto poche. Alcune equivalgono capriccio a ragionamento,, in un'accezione però bassa, con personaggi che nella loro inesistente levatura culturale sono liberi nel linguaggio e con esiti all'epoca censurabili.
Pietro Aretino pubblicò il Ragionamento della Nanna e della Antonia fatto in Roma sotto una ficaia composto dal Divino Aretino per suo capriccio a correzione dei tre stati delle donne dove, attraverso i liberissimi argomenti del dialogo tra le donne, dileggia il petrarchismo proposto da Bembo. Più sfortunati furono i Sonetti lussuriosi, altra sua opera anti petrarchesca, che clandestinamente furono pubblicati postumi a Venezia, messi all'indice, furono subito distrutti e già le incisioni su disegno di Giulio Romano che avrebbero dovuto corredarli erano costate il carcere a Marcantonio Raimondi.
Altrettanto sfortunato fu Giovan Battista Gelli che ne I capricci del bottaio immaginava il dialogo tra il bottaio Giusto e la propria anima; il libro fu messo all'indice nel 1554 a causa delle simpatie luterane dell'autore e ripubblicato con le correzioni imposte nel 1563 solo dopo la morte del'autore.
Con la stessa scurrilità dell'Aretino si espresse Antonio Vignali nella sua Cazzaria pubblicata con lo pseudonimo di Arsiccio Intronato.
È però a Francesco Berni che dobbiamo il genere letterario più propriamente capriccioso nella sua deliberata ricerca di eversione burlesca delle norme bembiane con i suoi Capitoli (1532) e il Dialogo contra i poeti (1540) . Dal Berni presero ispirazione numerosi altri letterati per le loro composizioni ironiche come Antonfrancesco Grazzini, Luigi Tansillo, Agnolo Bronzino. E per certi versi vicino al Berni fu anche Anton Francesco Doni con le sue Rime del Burchiello.
Fuori di questo gruppo, anche Angelo Beolco, detto Ruzante, si può ritenere in qualche modo un teorico e anche un autore ed interprete del capriccio.
Di notevole interesse non solo come teorico dell'arte ma anche come autore di paradossali capricci fu Giovan Paolo Lomazzo  prima nelle Rime ad imitazione de i Grotteschi usati da’ pittori e più tardi nei Rabìsch dra Academiglia dor Compà Zavargna, Nabàd dra Val d’Bregn. Ed tucch i su fidigl soghit, con rà ricenciglia dra Valada (Arabeschi dell’Accademia di Compare Zavargna Abate della Valle di Blenio. E di tutti i suoi fedeli soggetti, con la licenza della Vallata).